# Pawsonia
Pawsonia is een geslacht van zeekomkommers uit de familie Cucumariidae.

## Soorten
- Pawsonia saxicola (Brady & Robertson, 1871)